# Smartvote
Smartvote ist eine Schweizer Wahlentscheidungshilfe ähnlich dem Stemwijzer in den Niederlanden oder dem Wahl-O-Mat in Deutschland. In der Schweiz bietet smartvote seine Dienste seit 2003 an; seit 2005 in Zusammenarbeit mit lokalen Partnern auch in anderen Ländern (z. B. Bulgarien, Luxemburg, Österreich). Smartvote stellte der für die liechtensteinischen Landtagswahlen vom 5. Februar 2017 erstmals aufgeschalteten Plattform wahlhilfe.li die IT-Infrastruktur zur Verfügung.

## Funktionsweise
Die Funktionsweise von smartvote ist derjenigen anderer Online-Wahlhilfen sehr ähnlich. Auf der Basis eines standardisierten Fragebogens von 30 bis 75 Fragen zu politischen Themen kann sich ein Wähler bei smartvote ein eigenes Profil erstellen. Dieses Profil wird anschliessend mit den zuvor erfassten Profilen von Kandidierenden und Parteien abgeglichen. Die Antworten der Kandidierenden auf den smartvote-Fragebogen stammen im Unterschied zu anderen Online-Wahlhilfen von den Kandidierenden selbst. Dem Wähler wird zum Schluss wahlweise eine Liste der Kandidierenden oder der Parteien (Listen) präsentiert, auf der diese in absteigender Reihenfolge gemäss der Übereinstimmung mit dem Profil des Wählers aufgeführt sind. Als Matching-Algorithmus zwischen den Profilen der Wähler und der Kandidierenden bzw. Parteien dient die euklidische Distanz. Die methodischen Grundlagen bezüglich der Berechnung der Übereinstimmungswerte und von grafischen Auswertungen werden auf der Website von smartvote transparent gemacht.

## Geschichte
Smartvote wurde anlässlich der Schweizer Parlamentswahlen 2003 erstmals als Hilfe bei der Entscheidungsfindung angeboten und sogleich von einem breiten Publikum genutzt. Seit 2004 bietet smartvote seine Dienste auch bei kantonalen und kommunalen Wahlen an. Bis 2015 wurde smartvote allein in der Schweiz bei rund 150 Wahlen angewendet. Obwohl smartvote bei Schweizer Politikern anfänglich teilweise auf Skepsis stiess, finden sich heute dennoch die politischen Profile der meisten Schweizer Parlamentsmitglieder auf smartvote. Die Parlamentswahlen 2007 machten smartvote in der Schweizer Öffentlichkeit zur wichtigsten Referenz für politische Positionierungen von Politikern und Kandidaten. Anlässlich der Parlamentswahlen 2011 haben sich 85 % der Kandidierenden ein smartvote-Profil erstellt, während die Wähler smartvote rund 1,2 Millionen Mal benutzt haben (was aufgrund Mehrfachnutzung nicht mit einzelnen Personen gleichzusetzen ist). Gemäss den Ergebnissen der offiziellen Schweizer Wahlstudie Selects dürften rund 15 % der Wählenden 2011 smartvote als Entscheidungshilfe benutzt haben. Im Zeitraum von 2005 bis 2013 wurde smartvote bzw. dessen Nutzung durch Kandidierende und Wähler zudem im Rahmen eines Projekts des Nationalen Forschungskompetenzzentrums „Herausforderungen an die Demokratie im 21. Jahrhundert“ („NCCR Democracy“) am Kompetenzzentrum für Public Management der Universität Bern sowie am IDHEAP der Universität Lausanne erforscht.
Die Berner Kantonsregierung entschied sich, dass die bisherigen Mitglieder bei den Wahlen 2022 nicht bei Smartvote mitmachen.

## Entwicklung und Trägerschaft
Die Entwicklung von smartvote begann 2001 als ein privates Projekt unter der Zielsetzung, der Wählerschaft transparente und unabhängige Informationen bereitzustellen. Die erste öffentlich sichtbare Version wurde 2003 in Zusammenarbeit mit der Web-Agentur MySign erstellt. Seit Januar 2004 wird smartvote von Politools (Politools – Political Research Network) betrieben – einem politisch und konfessionell unabhängigen Verein im Sinne von Art. 60 ff. ZGB mit Sitz in Bern. Smartvote wurde im Hinblick auf die spezifischen Eigenschaften des Schweizer Wahlsystems entwickelt. Daher unterscheidet es sich v. a. in den folgenden Punkten von anderen Online-Wahlhilfen:
- Da das schweizerische Wahlsystem eine starke Kandidatenorientierung (offene Listen) aufweist, legt auch smartvote den Fokus auf den Vergleich Wähler--Kandidat, während sich im Ausland Online-Wahlhilfen meist auf den Vergleich Wähler--Partei konzentrieren.
- Der smartvote-Fragebogen ist mit bis zu 75 Fragen deutlich länger als bei anderen vergleichbaren Tools. Dies ist wiederum eine Folge des Wahlsystems, da Vergleiche mit z. T. mehr als 800 Kandidaten pro Wahlkreis ermöglicht werden müssen.
- Da längst nicht alle Parteien in allen Wahlkreisen zur Wahl antreten, wird bei smartvote der Vergleich spezifisch für jeden Wahlkreis angeboten. D.h. die Wähler können sich mit Parteien bzw. Kandidaten vergleichen, die in einem Wahlkreis auch tatsächlich zur Wahl stehen.
- Neben dem Vergleich in Form eines Rankings legt smartvote auch grossen Wert auf Visualisierungen der Positionsvergleiche z. B. mittels Profil-Grafiken zu acht politischen Themenbereichen (sogenannte smartspider-Profile) oder der Verortung der Positionen auf einer zweidimensionalen politischen Landkarte.

## Fussnoten und Quellen
1. ↑  smartvote: Allgemeine Nutzungsbedingungen (ANB) der Online-Wahlhilfe smartvote. (PDF) November 2014, abgerufen am 10. September 2017.
2. ↑  Online-Wahlhilfe smartvote, abgerufen am 17. Februar 2015.
3. ↑  wahlhilfe.li
4. ↑  Siehe http://www.wahlhilfe.li/ueber-uns/ und allgemein zu wahlhilfe.li: Berno Büchel: Endlich digitale Wahlhilfe! Gastkommentar. Lie-Zeit Nr. 50, November 2016.
5. ↑  eDemocracy in der Schweiz: Smartvote – ein Erfahrungsbericht, abgerufen am 17. Februar 2015.
6. ↑  Schweizer Wahlstudie Selects, abgerufen am 17. Februar 2015.
7. ↑  NCCR Democracy, abgerufen am 17. Februar 2015.
8. ↑  Thomas Pressmann: Vor den Wahlen — Smartvote: Berner Regierung will nicht transparent sein. In: srf.ch. 15. Februar 2022, abgerufen am 26. März 2022.
9. ↑  Politools – Political Research Network, abgerufen am 17. Februar 2015.